# La Romagne (Maine-et-Loire)
La Romagne település Franciaországban, Maine-et-Loire megyében. Lakosainak száma 2012 fő (2022. január 1.). La Romagne Saint-Christophe-du-Bois, La Séguinière és Sèvremoine községekkel határos.

## Népesség
A település népességének változása:
| Lakosok száma | 1048 | 1434 | 1603 | 1644 | 1782 | 1825 | 1879 | 1947 | 1961 | 2012 |
|               | 1968 | 1982 | 1990 | 2006 | 2013 | 2015 | 2017 | 2019 | 2020 | 2022 |